# Koela
Koela fou un estat tributari protegit, un jagir feudatari de Kotah format per 8 pobles amb uns ingressos de 27.000 lliures el 1893, regit per la dinastia Hara dels rajputs chauhans. Fou fundat per Kunwar Kani Ram, quart fill de Rao Madho Singh de Kotah que va rebre el jagir a la meitat del segle XVII. El seu fill Paim Singh tenia la fortalesa durant més d'un any vers 1669-1670. A la meitat del segle XVIII apareix Pirthi Singh. Amar Singh va governar fins a la seva mort el 1817 i més tard era jagirdar Sangram Singh. Prithwi Singh va governar fins a la seva mort el 1892 i el va succeir el seu fill Govind Singh, i a aquest el seu fill Raghuraj Singh que fou el darrer jagirdar amb poders; els jagirs foren eliminats uns anys després de la independència i els seus dominis van passar a l'estat.